# Тун Хопинь
Тун Хопинь (кит. 董荷斌; род. 4 декабря, 1982, Вельп, Нидерланды) — китайско-нидерландский автогонщик.

## Карьера
Тун начал карьеру с картинга в 1997 перед тем как перейти в формулы. Он выиграл 2003 сезон Формулы-БМВ Азия и был награждён тестами в Willams.
В 2004 он попал в Немецкую Формулу-3. За сезон он один раз выиграл гонку и побывал несколько раз на подиуме.
Тун остался в Немецкой Ф3 на сезон 2005, финишировал на третьем месте в личном зачёте, перед тем как в 2006 получил чемпионский титул, выиграв 9 гонок, 4 поула и 5 быстрейших кругов.
На Гран-при Китая 2007 года он был объявлен тест-пилотом BMW Sauber.
4 апреля 2007, BCN Competicion объявила о подписании контракта с Туном второго пилота, после японского гонщика Сакона Ямамото в 2007 сезоне GP2. 
Тун выступал за команду Trident Racing в 2008 сезоне GP2 Asia и GP2, заработав первый финиш на подиуме в карьере.

## Результаты выступлений

### Результаты выступлений в GP2
| Легенда к таблице |                                                                    |
| --- | ------------------------------------------------------------------ |
| В таблице перечислены результаты всех гонок, в которых принимал участие гонщик. Строками таблицы являются сезоны, столбцами — этапы соревнований. В каждой клетке указаны сокращённое название этапа и результат, дополнительно обозначенный цветом. Расшифровка обозначений и цветов представлена в нижеследующей таблице. |                                                                    |
| \| Пример \| Описание \| \| ------------ \| ------------------------------------------------------------------ \| \| 1 \| Победитель \| \| 2 \| Второе место \| \| 3 \| Третье место \| \| 5 \| Финишировал, заработав очки \| \| Сход \| Не финишировал, но при этом заработал очки \| \| 12 \| Финишировал, не получив очков \| \| НКЛ \| Финишировал, но не попал в финальную классификацию \| \| 15 \| Участвовал вне зачёта, либо по отдельной классификации \| \| 18 \| Не финишировал, но попал в финальную классификацию \| \| Сход \| Не финишировал \| \| НКВ \| Не прошёл квалификацию \| \| НПКВ \| Не прошёл предквалификацию \| \| ДСК \| Дисквалифицирован \| \| ИСК \| Исключён из протокола соревнований \| \| ТТ \| Заявлен для участия только в тренировках \| \| НС \| Участвовал в квалификации, но не стартовал в гонке \| \| Т \| Травмирован или болен \| \| ОТК \| Отказ от участия \| \| НТР \| Прибыл на соревнования, но на трассу не выезжал \| \| НПР \| Был заявлен в числе участников, но не прибыл к началу соревнований \| \| О \| Соревнования отменены \| \| \| Не участвовал \| \| Поул-позиция \| \| \| Быстрый круг \| \| |                                                                    |
| Пример | Описание                                                           |
| 1 | Победитель                                                         |
| 2 | Второе место                                                       |
| 3 | Третье место                                                       |
| 5 | Финишировал, заработав очки                                        |
| Сход | Не финишировал, но при этом заработал очки                         |
| 12 | Финишировал, не получив очков                                      |
| НКЛ | Финишировал, но не попал в финальную классификацию                 |
| 15 | Участвовал вне зачёта, либо по отдельной классификации             |
| 18 | Не финишировал, но попал в финальную классификацию                 |
| Сход | Не финишировал                                                     |
| НКВ | Не прошёл квалификацию                                             |
| НПКВ | Не прошёл предквалификацию                                         |
| ДСК | Дисквалифицирован                                                  |
| ИСК | Исключён из протокола соревнований                                 |
| ТТ | Заявлен для участия только в тренировках                           |
| НС | Участвовал в квалификации, но не стартовал в гонке                 |
| Т | Травмирован или болен                                              |
| ОТК | Отказ от участия                                                   |
| НТР | Прибыл на соревнования, но на трассу не выезжал                    |
| НПР | Был заявлен в числе участников, но не прибыл к началу соревнований |
| О | Соревнования отменены                                              |
| | Не участвовал                                                      |
| Поул-позиция |                                                                    |
| Быстрый круг |                                                                    |

| Год  | Команда         | 1          | 2          | 3        | 4          | 5        | 6        | 7          | 8        | 9        | 10         | 11         | 12      | 13         | 14       | 15         | 16         | 17       | 18       | 19         | 20       | 21       | ЛЗ | Очки |
| ---- | --------------- | ---------- | ---------- | -------- | ---------- | -------- | -------- | ---------- | -------- | -------- | ---------- | ---------- | ------- | ---------- | -------- | ---------- | ---------- | -------- | -------- | ---------- | -------- | -------- | -- | ---- |
| 2007 | BCN Competicion | БАХ 1 15   | БАХ 2 Сход | ИСП 1 11 | ИСП 2 Сход | МОН 1 13 | ФРА 1 14 | ФРА 2 17   | ВЕЛ 1 17 | ВЕЛ 2 15 | ЕВР 1 16   | ЕВР 2 Сход | ВЕН 1 9 | ВЕН 2 Сход | ТУЦ 1 9  | ТУЦ 2 9    | ИТА 1 Сход | ИТА 2 16 | БЕЛ 1 8  | БЕЛ 2 4    | ВАЛ 1 11 | ВАЛ 2 11 | 23 | 4    |
| 2008 | Trident Racing  | ИСП 1 Сход | ИСП 2 14   | ТУЦ 1 11 | ТУЦ 2 Сход | МОН 1 7  | МОН 2    | ФРА 1 Сход | ФРА 2 14 | ВЕЛ 1 18 | ВЕЛ 2 Сход | ГЕР 1 13   | ГЕР 2 7 | ВЕН 1 Сход | ВЕН 2 14 | ЕВР 1 Сход | ЕВР 2 9    | БЕЛ 1 15 | БЕЛ 2 10 | ИТА 1 Сход | ИТА 2 8  |          | 18 | 7    |

#### Результаты выступлений в GP2 Asia
| Легенда к таблице |                                                                    |
| --- | ------------------------------------------------------------------ |
| В таблице перечислены результаты всех гонок, в которых принимал участие гонщик. Строками таблицы являются сезоны, столбцами — этапы соревнований. В каждой клетке указаны сокращённое название этапа и результат, дополнительно обозначенный цветом. Расшифровка обозначений и цветов представлена в нижеследующей таблице. |                                                                    |
| \| Пример \| Описание \| \| ------------ \| ------------------------------------------------------------------ \| \| 1 \| Победитель \| \| 2 \| Второе место \| \| 3 \| Третье место \| \| 5 \| Финишировал, заработав очки \| \| Сход \| Не финишировал, но при этом заработал очки \| \| 12 \| Финишировал, не получив очков \| \| НКЛ \| Финишировал, но не попал в финальную классификацию \| \| 15 \| Участвовал вне зачёта, либо по отдельной классификации \| \| 18 \| Не финишировал, но попал в финальную классификацию \| \| Сход \| Не финишировал \| \| НКВ \| Не прошёл квалификацию \| \| НПКВ \| Не прошёл предквалификацию \| \| ДСК \| Дисквалифицирован \| \| ИСК \| Исключён из протокола соревнований \| \| ТТ \| Заявлен для участия только в тренировках \| \| НС \| Участвовал в квалификации, но не стартовал в гонке \| \| Т \| Травмирован или болен \| \| ОТК \| Отказ от участия \| \| НТР \| Прибыл на соревнования, но на трассу не выезжал \| \| НПР \| Был заявлен в числе участников, но не прибыл к началу соревнований \| \| О \| Соревнования отменены \| \| \| Не участвовал \| \| Поул-позиция \| \| \| Быстрый круг \| \| |                                                                    |
| Пример | Описание                                                           |
| 1 | Победитель                                                         |
| 2 | Второе место                                                       |
| 3 | Третье место                                                       |
| 5 | Финишировал, заработав очки                                        |
| Сход | Не финишировал, но при этом заработал очки                         |
| 12 | Финишировал, не получив очков                                      |
| НКЛ | Финишировал, но не попал в финальную классификацию                 |
| 15 | Участвовал вне зачёта, либо по отдельной классификации             |
| 18 | Не финишировал, но попал в финальную классификацию                 |
| Сход | Не финишировал                                                     |
| НКВ | Не прошёл квалификацию                                             |
| НПКВ | Не прошёл предквалификацию                                         |
| ДСК | Дисквалифицирован                                                  |
| ИСК | Исключён из протокола соревнований                                 |
| ТТ | Заявлен для участия только в тренировках                           |
| НС | Участвовал в квалификации, но не стартовал в гонке                 |
| Т | Травмирован или болен                                              |
| ОТК | Отказ от участия                                                   |
| НТР | Прибыл на соревнования, но на трассу не выезжал                    |
| НПР | Был заявлен в числе участников, но не прибыл к началу соревнований |
| О | Соревнования отменены                                              |
| | Не участвовал                                                      |
| Поул-позиция |                                                                    |
| Быстрый круг |                                                                    |

| Год  | Команда        | 1        | 2        | 3          | 4       | 5          | 6        | 7          | 8       | 9        | 10        | ЛЗ | Очки |
| ---- | -------------- | -------- | -------- | ---------- | ------- | ---------- | -------- | ---------- | ------- | -------- | --------- | -- | ---- |
| 2008 | Trident Racing | ОАЭ 1 22 | ОАЭ 2 10 | ИНЗ 1 Сход | ИНЗ 2 6 | МАЗ 1 Сход | МАЗ 2 16 | БАХ 1 Сход | БАХ 2 7 | ОАЭ 1 10 | ОАЭ 2 ДСК | 21 | 1    |